# 3985 Рейбатсон
3985 Рейбатсон (3985 Raybatson) — астероїд головного поясу, відкритий 12 лютого 1985 року.
Тіссеранів параметр щодо Юпітера — 3,240.